# Vaie
Vaie là một đô thị ở tỉnh Torino trong vùng Piedmont, có vị trí cách khoảng 35 km về phía tây của Torino, nước Ý. Tại thời điểm ngày 31 tháng 12 năm 2004, đô thị này có dân số 1.413 người và diện tích là 7,1 km².
Vaie giáp các đô thị: Condove, Sant'Antonino di Susa, Chiusa di San Michele, và Coazze.